# Fuchsia splendens
Fuchsia splendens es una especie de arbusto de la familia de las onagráceas. 

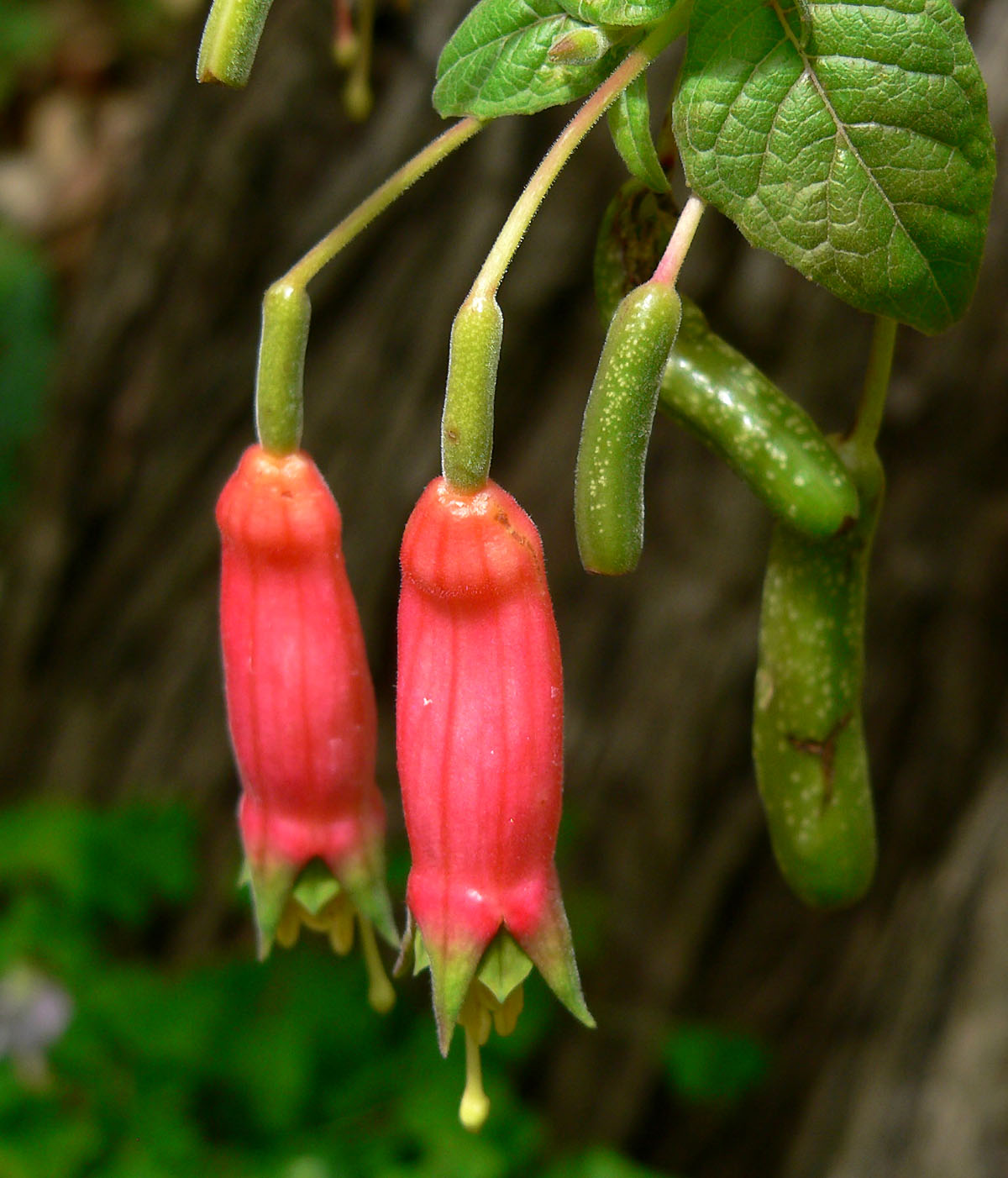
Detalle de las flores

## Descripción
Son arbustos que alcanzan un tamaño de 0.5-2.5 m de altura, terrestres u ocasionalmente epífitos, bisexuales. Hojas 3.5-13 × 0.8-4 cm, opuestas o rara vez ternadas, ovadas a cordadas, la base redondeada a cordada, el ápice agudo a acuminado; pecíolo 1.2-8 cm. Flores bisexuales, axilares, péndulas en las axilas distales; pedicelos 35-75 mm; ovario angostamente cilíndrico; tubo floral 20-64 × 4-9 mm, cilíndrico, lateralmente comprimido en la base alrededor del nectario; sépalos 8-20 × 5-8 mm, lanceolados; tubo y sépalos rosados a rojos; pétalos 6-12 × 4-8 mm, verdes con la base rojiza, ovados, el ápice subacuminado; filamentos 10-20 mm y 6-14 mm, verdosos. Bayas 20-40 × 5-8 mm, alargadas, purpúreo oscuro cuando maduras. Tiene un número de cromosomas de 2 n =22.

## Distribución y hábitat
Se encuentra en los bosques de Pinus-Quercus, bosques de neblina a una altitud de  2000-3400 metros desde México Guerrero hasta Oaxaca y Veracruz, Mesoamérica.)

## Taxonomía
Fuchsia splendens fue descrita por Joseph Gerhard Zuccarini y publicado en Flora 15(Beibl. 2): 102. 1832.
Etimología
Fuchsia: nombre genérico descrito por primera vez por Charles Plumier a finales del siglo XVII, y nombrada en honor del botánico alemán, Leonhart Fuchs (1501-1566).
splendens: epíteto latino que significa "brillante, espléndido".
Sinonimia
- Fuchsia cordifolia Benth.
- Fuchsia intermedia Hemsl.	[3]